# Шульгін Віталій Якович
Віталій Якович Шульгін (Шульгин) (1822, Калуга — 1878) — російсько-український історик, професор історії Київського університету (1849—1862), засновник і редактор «Киевлянина» (1864—1878), україноненависницької російської газети у Києві; автор історичних підручників і праць з історії України («Югозападный Край в последнее двадцатипятилетие» (1838—1863, К. 1864), Київського університету («История университета св. Владимира за первое 25-летие его существования», 1860). Відстоював російські великодержавні погляди.

## Родина
Дядько Якова Шульгіна. Батько Василя Шульгіна. Дружина — Марія Костянтинівна Попова (Шульгіна)